# Sancha Ponce de Cabrera
Sancha Ponce de Cabrera (fallecida en 1176) fue hija de Ponce Giraldo de Cabrera, Príncipe de Zamora, y de su primera esposa, Sancha Núñez, y esposa del importante magnate leonés Vela Gutiérrez.
Con motivo de su matrimonio, en 1149 el rey Alfonso VII donó a la pareja la villa de Nogales que después donaron a la abadesa del monasterio de San Miguel de Bóveda en Orense para que ahí se fundara un monasterio con monjas benedictinas del cenobio gallego.
Cuando falleció su marido Vela Gutiérerez, las monjas devolvieron el Monasterio de Santa María de Nogales, que aún no se había terminado de construir, a Sancha quien, en 1164, lo donó al de Santa María de Moreruela que había fundado su padre, el conde Ponce.
Después de la muerte de su esposo Vela Gutiérrez, Sancha había encargado labrar tres sepulcros, uno para su difunto esposo, otro para un hijo fallecido, y otro para ella que fueron colocados en la capilla mayor de la iglesia del monasterio de Nogales que fue consagrada en 1172 y donde ella recibió sepultura cuando falleció en 1176.

## Matrimonios y descendencia

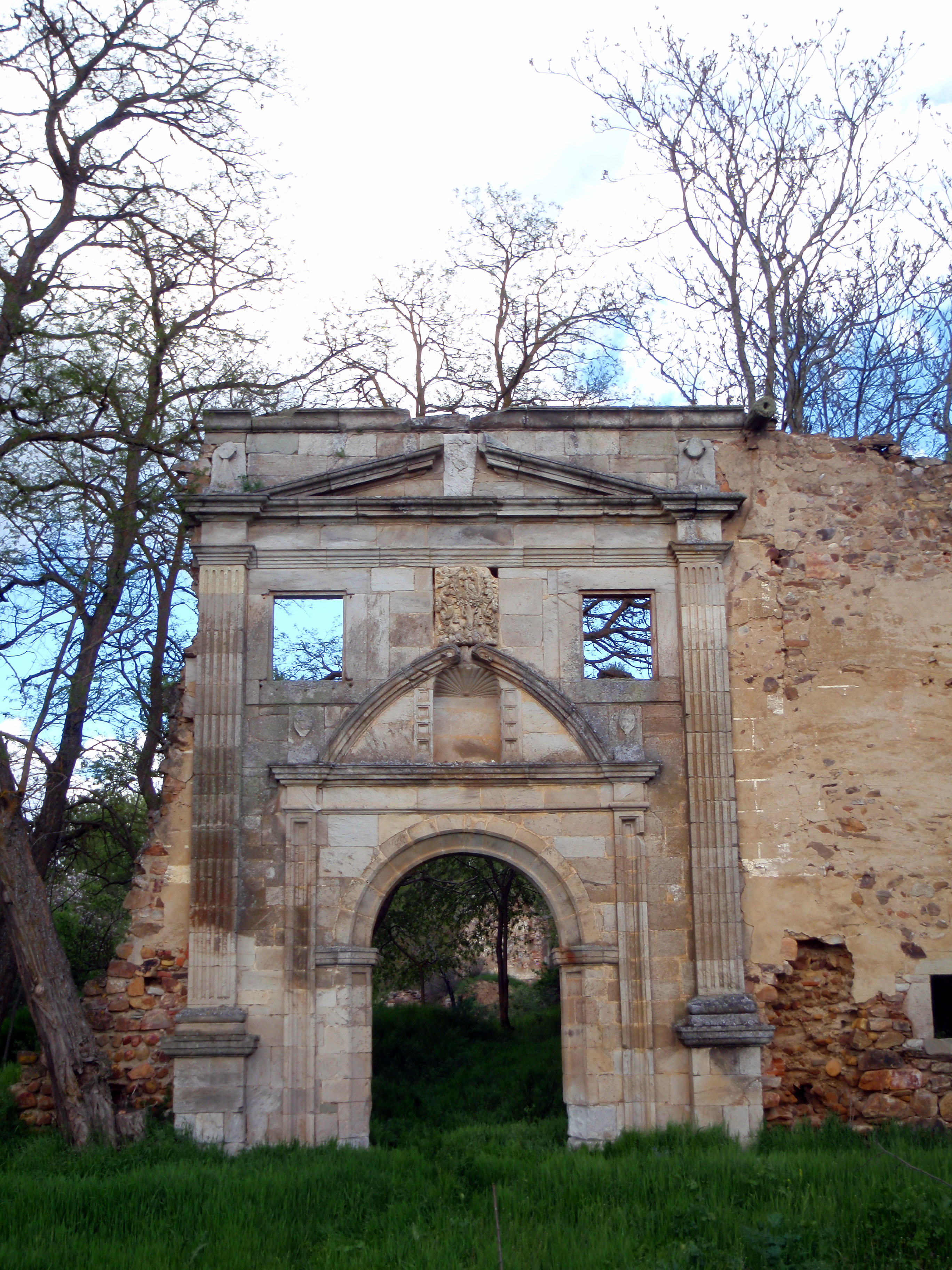
Ruinas del monasterio de Santa María de Nogales fundado por Vela Gutiérrez y su esposa Sancha Ponce de Cabrera

De su primer matrimonio celebrado antes de 1149 con Vela Gutiérrez, nacieron:
- Fernando Vela (m. c. 1192), tenente en Asturias, Tineo, León, y Benavente.Contrajo matrimonio con Sancha Álvarez, hija del conde Álvaro Rodríguez de Sarria y de la condesa Sancha Fernández de Traba.[6][7][8] Uno de los hijos de este matrimonio fue Juan Fernández de Cabrera que fue tenente en Trastámara, Monterroso, Toroño, y Salamanca.[9]
- Ponce Vela de Cabrera (m. septiembre de 1202),[7] esposo de Teresa Rodríguez Girón, hija de Rodrigo Gutiérrez Girón y de su primera esposa María de Guzmán.
- Pedro Vela (m. c. 1211/1212) Fue archidiácono de la Catedral de Santiago de Compostela, mayordomo mayor del rey Fernando II de León y su canciller. Después fue abad en el Monasterio de Santa María la Real de Osera.[10][11][12][7]
- María Vela (aún vivía en enero de 1204), abadesa del monasterio fundado por sus padres.[13][10]
- Juan Vela (murió entre el 5 de junio y el 7 de diciembre de 1191) y recibió sepultura en el Monasterio de Santa María de Moreruela fundado por sus abuelos maternos.[9][8]

También pudieron ser los padres de un hijo llamado García Vela.
Después de enviudar, volvió a casar entre 1161 y antes de septiembre de 1164 con Mendo o Menendo —posiblemente el conde portugués Menendo González de Sousa— quien después se casó con Teresa Alfonso de Meneses, hija de Alfonso Téllez de Meneses. De su segundo matrimonio, Sancha tuvo un hijo:
- Suero Menéndez, quien gobernó la tenencia de Villalpando y fue alférez del rey Fernando II de León.[3][10]